# Andy Biersack
Andrew Dennis „Andy“ Biersack (* 26. Dezember 1990 in Cincinnati, Ohio) ist ein US-amerikanischer Sänger und Gründer der Rockband Black Veil Brides. 2016 veröffentlichte er ein Soloalbum unter dem Namen Andy Black.

## Leben
Andrew Dennis Biersack ist der Sohn von Chris und Amy Biersack. Sein Vater spielte Gitarre in der Punk-Band „The Edge“. Nachdem er die Highschool abgebrochen hatte, zog Biersack nach Los Angeles im US-Staat Kalifornien, um dort in die Schauspielerei einzusteigen. Er hatte Auftritte in Werbefilmen und spielte in der Webserie Average Joe seines Cousins (Joe Flanders) mit. Später war Biersack im Film Legion of the Black (2013) zu sehen.
Außerdem spielte er 2017 im Film American Satan die Rolle des Johnny Faust.
Im Alter von 14 Jahren gründete Biersack seine erste Band. Als er 16 Jahre alt war, gründete er schließlich seine jetzige Band, Black Veil Brides. Im September 2009 wurde die Band beim Indie-Label StandBy Records unter Vertrag genommen. Im Dezember 2009 gingen sie auf ihre erste US-Tour mit dem Namen „On Leather Wings“.
Das Debütalbum der Band We Stitch These Wounds wurde 2010 veröffentlicht und verkaufte sich in der ersten Woche über 10.000 mal und stieg in den Billboard Charts Top 200 auf Platz 36, in den Billboard Independent Charts auf Platz 1. Das zweite Studioalbum Set The World On Fire wurde 2011 veröffentlicht.
Neben seiner Tätigkeit als Sänger bei Black Veil Brides, arbeitet Biersack an seiner Solo-Karriere, die er unter dem Pseudonym Andy Black vorantreibt. Sein Debütalbum The Shadow Side erschien am 6. Mai 2016 über Universal Music.
Am 16. April 2016 heiratete Andy seine Freundin, die Sängerin Juliet Simms.

## Trivia
Das Lied The Morticians Daughter von 2010 widmete er dem Vater der Schauspielerin Scout Taylor-Compton, mit der er zu diesem Zeitpunkt liiert war.
Biersack verletzte sich bei einem Auftritt am 18. Juni 2011 in Hollywood beim Sturz von einer vier Meter hohen Säule. Als er zurück auf die Bühne springen wollte, fiel er vorwärts und schlug mit seiner Brust auf die Bühnenkante. Dies hatte drei gebrochene und eine verschobene Rippe zur Folge. Trotz der schweren Verletzung ging Biersack wieder auf die Bühne und beendete die Show. Aufgrund dieser Verletzung nahm Black Veil Brides nicht in der ersten Woche der Vans Warped Tour 2011 teil.

## Diskografie

### Mit Black Veil Brides
→ Siehe: Diskografie von Black Veil Brides

### Solo-Alben
- 2016: The Shadow Side (Universal Music)
- 2019: The Ghost of Ohio (Universal Music)